# Blaue Balje

Im Osten die Blaue Balje zwischen Wangerooge und Minsener Oog

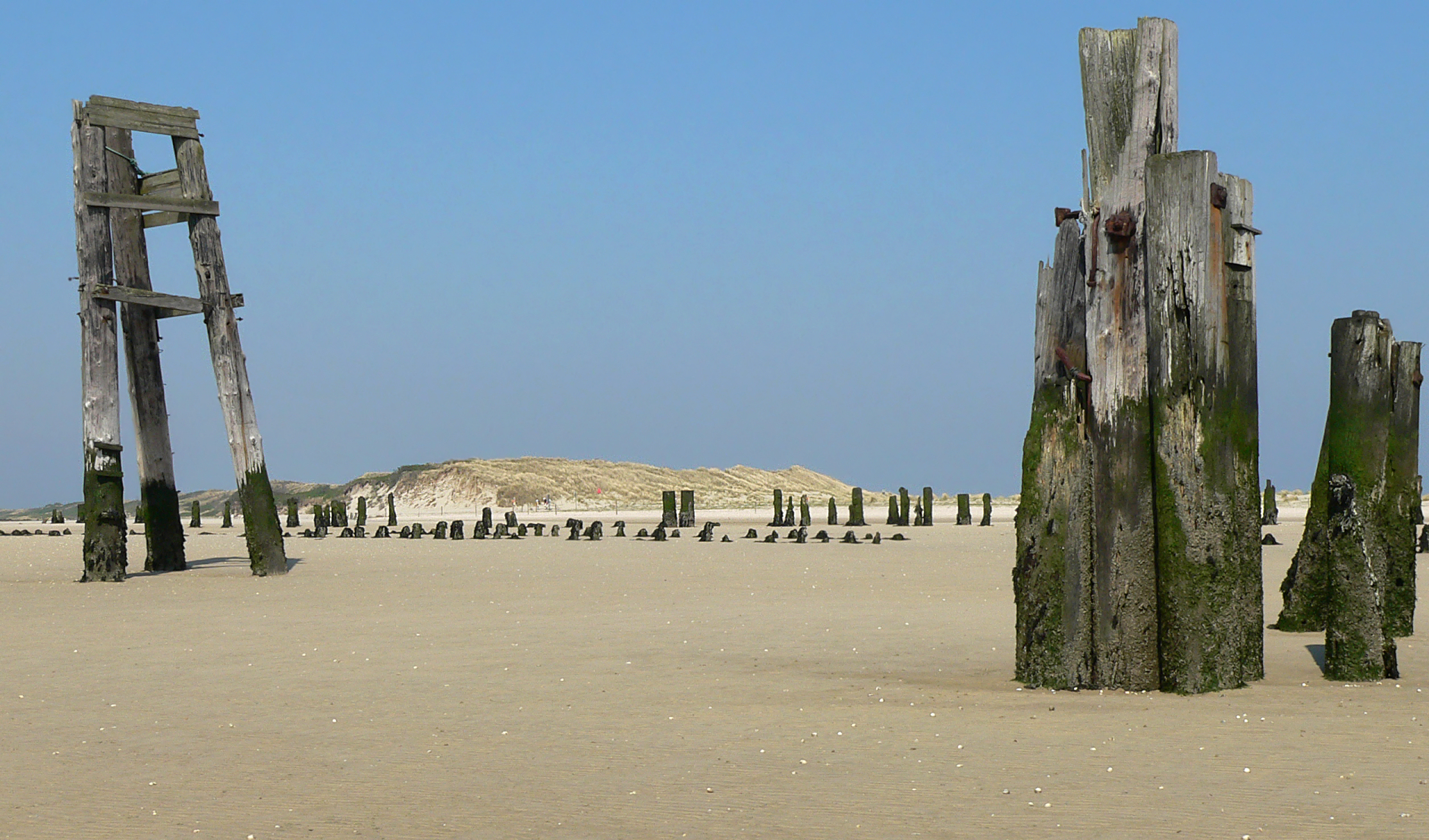
Reste des Ostanleger Wangerooge

Die Blaue Balje ist ein Seegatt in der südöstlichen Nordsee im äußeren Mündungsbereich der Jade.
Sie verläuft in Nord-Süd-Richtung zwischen den ostfriesischen Inseln Wangerooge und Minsener Oog. Die Hauptrinne teilt sich im südlichen Bereich in die drei Rinnen Telegraphenbalje, Mittelbalje und Minsener Balje auf. Die Lage und Tiefe des Fahrwassers in der Blauen Balje unterliegt ständigen Veränderungen.
An der östlichen Spitze der Insel Wangerooge befinden sich Pfahlreste der ehemaligen Schiffsanlegestelle Ostanleger. Die Anlegestelle wurde 1958 aufgegeben und verfällt seitdem. Von 1905 bis 1958 war der Ostanleger die Hauptanlegestelle der Insel, an die auch die Inselbahn angebunden war. An der Ostseite von Wangerooge lagert sich, wie bei den anderen ostfriesischen Inseln, viel Sand ab, so dass der Ostanleger durch Versandung immer schlechter angelaufen werden konnte. Die nötigen Baggerungen am Ostanleger lohnten nicht mehr, so dass der Anleger 1958 stillgelegt sowie der östliche Abschnitt der Inselbahn demontiert wurde.